# 御嶽大神 (藤沢市)
御嶽大神（みたけおおかみ）は神奈川県藤沢市にある神社である。

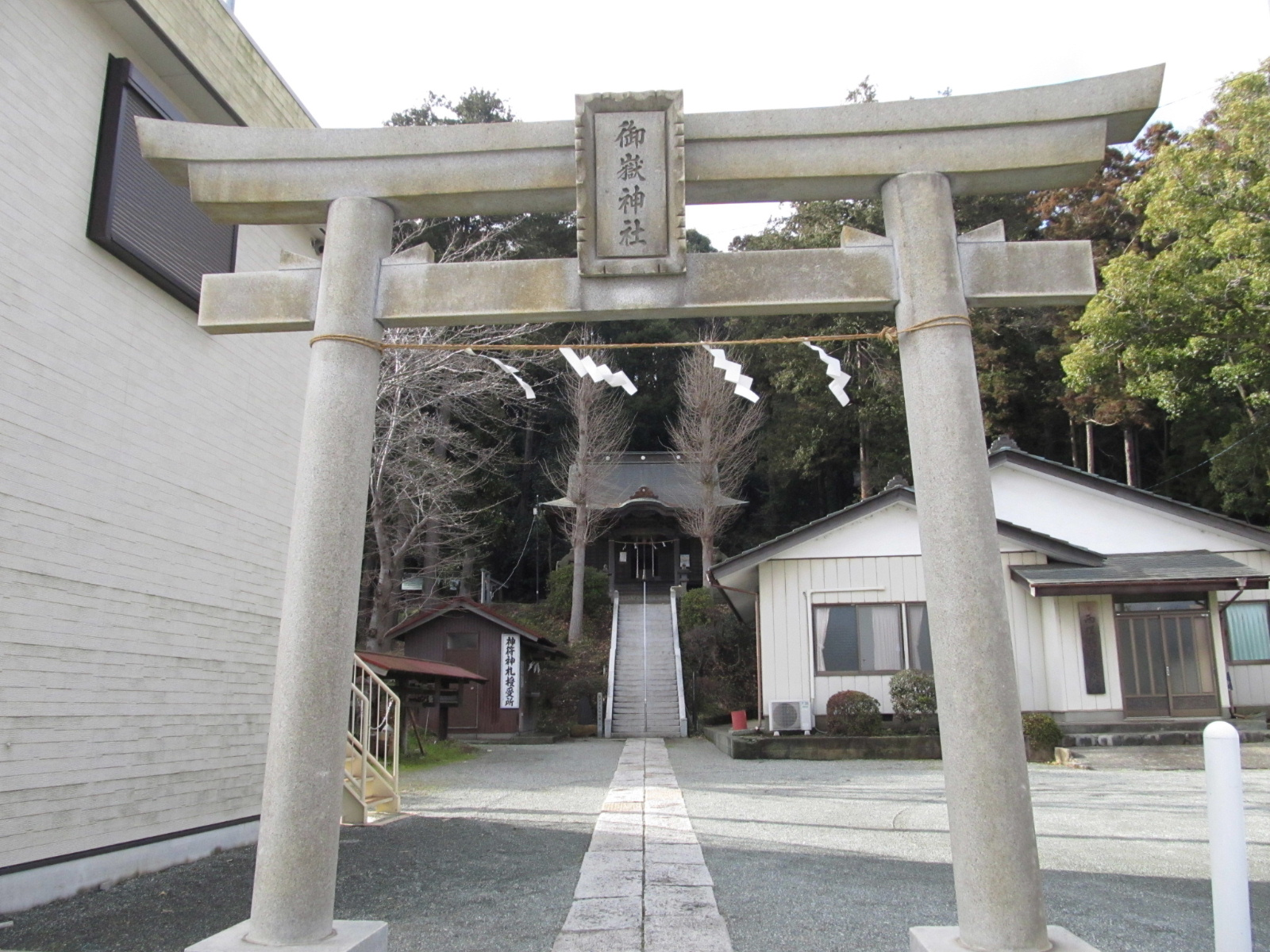
御嶽大神の鳥居

## 概要
鎌倉時代に俣野領内に位置する、鎌倉権五郎景正、俣野五郎景久が信仰していた大日堂の跡だとされている。

## 祭神
主祭神
- 日本武尊（やまとたけるのみこと）

## 歴史
「吾妻鏡に、建久6年（1195年）11月19日に、相模の国大庭御厨俣野郷の大日堂に仏聖燈油料として田畑を寄進した」とあり、この時が創建とされている。
もとは鎌倉権五郎景政の頃に伊勢神宮の式年遷宮の時、心御柱を伐り取り造立したものである。
寛文元年（1661年）、寛政4年（1661年）、1887年（明治20年）に再建。1937年（昭和12年）拝殿改築。

## 祭事
- 例祭 - 9月19日

## 境内
- 猿田彦大神石廟 - 藤沢市指定文化財